# Tourisme en Ouganda

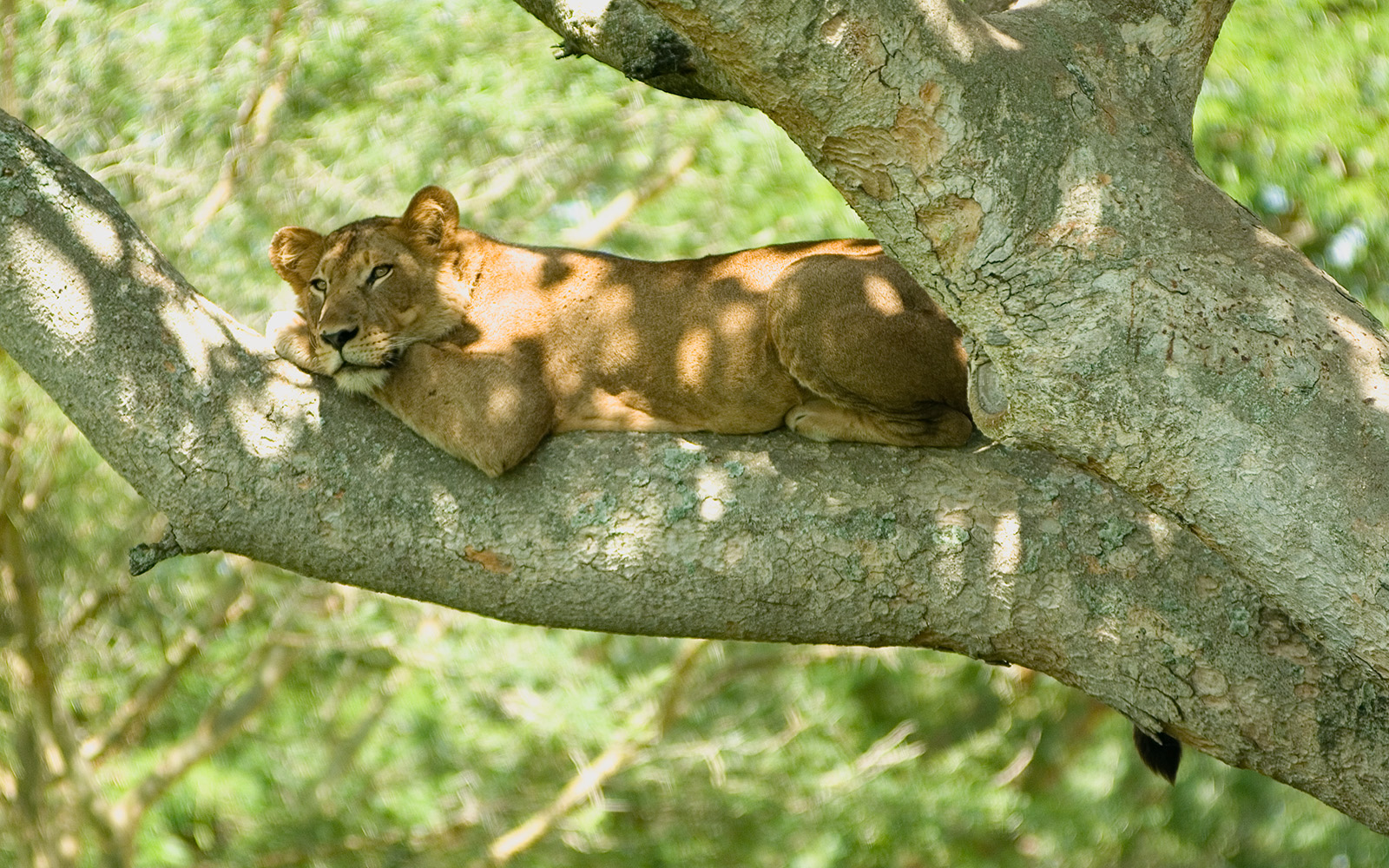
Une lionne dans les arbres du le parc national Queen Elizabeth.

Le tourisme en Ouganda est principalement lié à la faune de l'Ouganda mais également à ses paysages. C'est un des principaux secteurs d'emploi et d'investissement. Enfin c'est une des principales sources de devises, contribuant à hauteur de 4,9 milliards de shillings ougandais (1,88 milliard de dollars américains ou 1,4 milliard d'euros en août 2013) au PIB de l'Ouganda au cours de l'exercice 2012-13 . 
Le tourisme participe à la lutte contre la pauvreté en Ouganda, notamment au travers de l'emploi des ressortissants ougandais comme chauffeurs, guides, secrétaires, comptables, etc. Le tourisme peut également servir à la promotion des objets d'art et d'artisanat, des vêtements traditionnels. 
Les principales attractions touristiques en Ouganda sont les parcs nationaux de chasse, les réserves de chasse, les sites traditionnels et les forêts tropicales naturelles. 

## Histoire
À la fin des années 1960, 100 000 touristes internationaux visitaient l'Ouganda chaque année. Le tourisme était la quatrième source de devises du pays. L'industrie touristique a pris fin au débutToutefois l'instabilité politique de la fin des années 1970  a mis à mal à l'industrie touristique. Ce n'est qu'à la fin des années 1980 que la stabilisation politique a permis un redécollage du tourisme en Ouganda . 
Cependant, la réduction de la diversité et la diminutionla faune  dans les parcs auparavant populaires tels que le parc national de Murchison Falls et le parc national Queen Elizabeth a empêché ces parcs de rivaliser avec des attractions touristiques similaires au Kenya et en Tanzanie voisins. Dès lors, l'industrie touristique de l'Ouganda a plutôt promu ses forêts tropicales et notamment le parc national impénétrable de Bwindi.  
Avec plus de 300 gorilles de montagne, le parc national impénétrable de Bwindi abrite environ la moitié de la population mondiale de gorilles de montagne. 

## Nombre de touristes

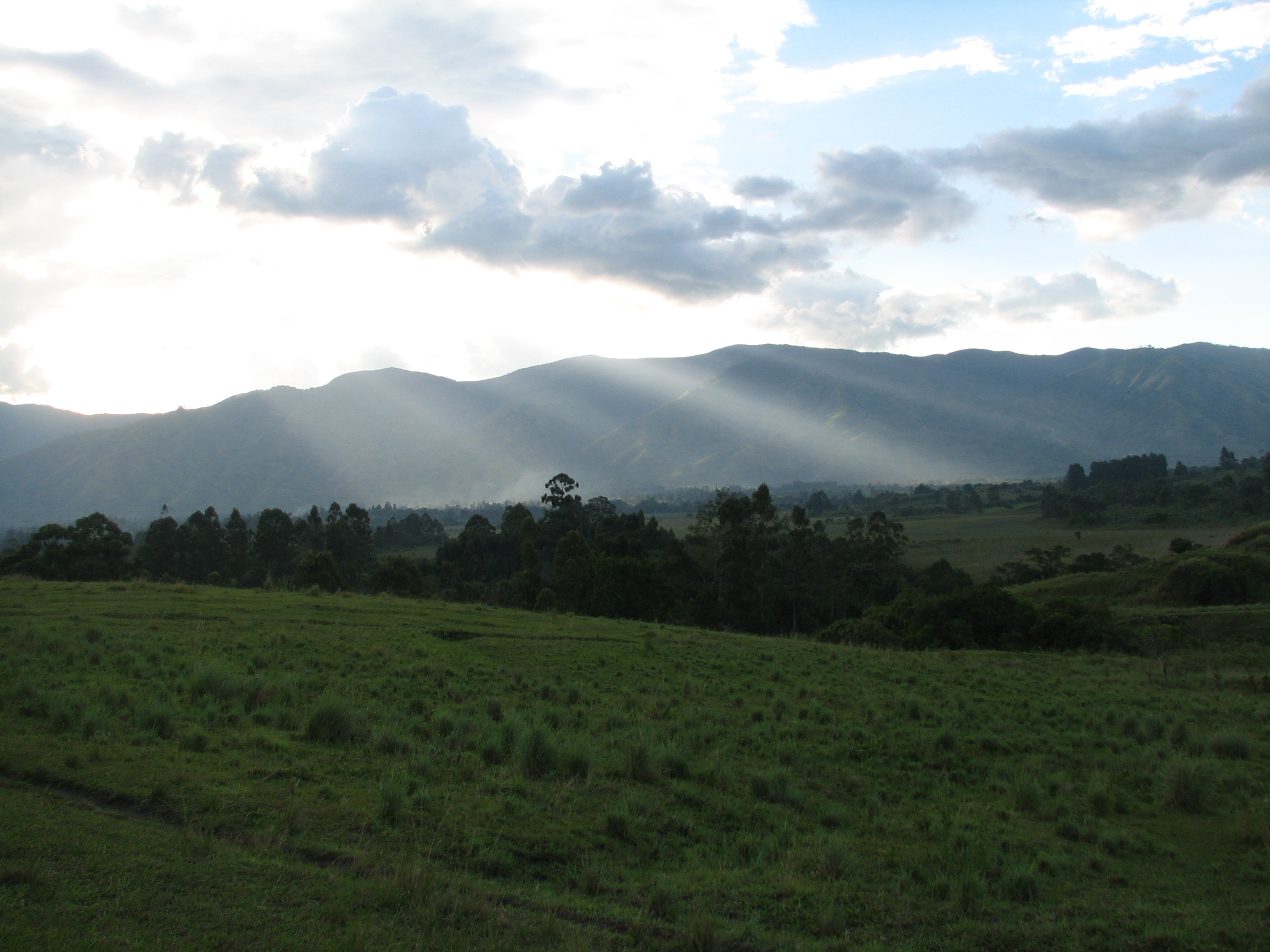
Les monts Rwenzori au sud-ouest de l'Ouganda.

Actuellement, le ministère du Tourisme, de la Faune et du Patrimoine et l'Office du tourisme de l'Ouganda produisent diverses informations et statistiques relatives au tourisme pour le pays . Récemment, il y a eu une augmentation des investissements dans le tourisme, en particulier dans l'hébergement de voyage et les installations connexes; cela a amélioré l'expérience des touristes dans le pays. 
Le tourisme d'aventure, l écotourisme et le tourisme culturel se développent. Environ les trois quarts des touristes se rendant en Ouganda viennent d'autres pays africains. Le Kenya, qui borde l'Ouganda, est la plus grande source de touristes en Ouganda, représentant près de la moitié de toutes les arrivées dans le pays. Le nombre de visiteurs en provenance de Tanzanie, du Rwanda, de la République démocratique du Congo et du Soudan est assez faible. 
L'Ouganda étant un pays enclavé, les touristes souhaitant s'y rendre doivent généralement effectuer une correspondance à Nairobi ou Addis Abeba.  
Le tableau ci-dessous montre le nombre de touristes qui ont visité les parcs nationaux de l'Ouganda entre 2006 et 2010. En 2012, l'Ouganda a été récompensé par le numéro 1 des «Meilleurs pays et destinations de voyage 2012» par Lonely Planet. 
| Parcs nationaux                        | 2006    | 2007    | 2008    | 2009    | 2010    | 2011    | 2012    | 2013    |
| -------------------------------------- | ------- | ------- | ------- | ------- | ------- | ------- | ------- | ------- |
| Parc national de Murchison Falls       | 26 256  | 32 049  | 35 316  | 39 237  | 53 460  | 56 799  | 60 803  | 70 799  |
| Parc national Queen Elizabeth          | 43 885  | 51 749  | 53 921  | 62 513  | 76 037  | 88 407  | 58 172  | 69 193  |
| Parc national de Kidepo Valley         | 959     | 795     | 1 633   | 2 924   | 3 208   | 2 452   | 2 300   | 2 890   |
| Parc national du lac Mburo             | 12 508  | 14 264  | 16 539  | 17 521  | 20 966  | 20 864  | 22 927  | 14 068  |
| Parc national des monts Rwenzori       | 948     | 1 583   | 2 020   | 1 281   | 1 529   | 1 798   | 1 663   | 2 724   |
| Parc national impénétrable de Bwindi   | 10 176  | 9 585   | 10 362  | 11 806  | 15 108  | 16 997  | 18 259  | 21 695  |
| Parc national des gorilles de Mgahinga | 2 071   | 2 676   | 3 303   | 1 886   | 3 328   | 7 661   | 2 497   | 8 951   |
| Parc national de Semliki               | 1 942   | 1 342   | 1 732   | 2 701   | 3 393   | 3 152   | 3 591   | 5 752   |
| Parc national de Kibaale               | 6 969   | 7 651   | 7 383   | 7 799   | 9 482   | 7 530   | 10 372  | 15 782  |
| Parc national du mont Elgon            | 2 964   | 3 472   | 3 708   | 2 943   | 2 660   | 2 334   | 1 565   | 2 096   |
| Total                                  | 108 678 | 125 166 | 135 917 | 150 611 | 189 171 | 207 994 | 182 149 | 213 950 |

### Arrivées par pays
En 2013, la plupart des personnes entrant en Ouganda pour un court séjour provenaient des pays suivants: 
| Rang | Pays           | Nombre  |
| ---- | -------------- | ------- |
| 1    | Kenya          | 380 614 |
| 2    | Rwanda         | 280 431 |
| 3    | Tanzanie       | 74 485  |
| 4    | États-Unis     | 56 766  |
| 5    | RD Congo       | 49 925  |
| 6    | Royaume-Uni    | 43 009  |
| 7    | Soudan du sud  | 38 538  |
| 8    | Burundi        | 34 115  |
| 9    | Inde           | 28 647  |
| dix  | Afrique du Sud | 21 184  |

## Attractions touristiques

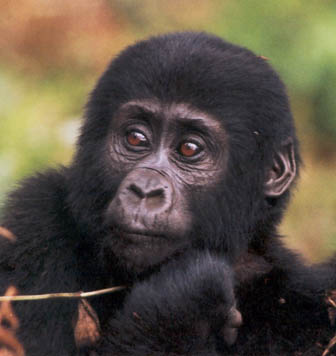
Un jeune gorille de montagne dans le parc national impénétrable de Bwindi.

L'Ouganda a une culture, un paysage, une flore et une faune très diversifiés. 

### Observation du gibier et des oiseaux
L'observation de la faune est l'activité touristique la plus populaire en Ouganda. Les animaux sauvages comme les lions, les buffles, les girafes, les antilopes et les éléphants sont communs dans les dix parcs nationaux de l'Ouganda. L'Ouganda est l'un des dix pays où il est possible de visiter des gorilles, espèce en voie de disparition. 
Les gorilles de montagne sont la principale attraction touristique de l'Ouganda,. La grande majorité d'entre eux se trouvent dans le parc national impénétrable de Bwindi, avec quelques autres dans le parc national de Mgahinga  tous deux dans le sud-ouest de l'Ouganda. À Bwindi, les visiteurs sont autorisés à admirer les gorilles des montagnes depuis avril 1993. Le développement du tourisme des gorilles et l'habituation des gorilles à l'homme se déroule très soigneusement en raison des dangers pour les gorilles, tels que la contraction de maladies humaines. 
Par ailleurs, le parc national Queen Elizabeth abrite des lions qui grimpent aux arbres. Les lions ne grimpent pas normalement dans les arbres, sauf lorsqu'ils sont pourchassés par un autre groupe de lions ou des buffles sauvages. Cependant, les lions grimpeurs d'arbres trouvés dans QE-NP grimpent intentionnellement sur les arbres et s'y reposent l'après-midi, lorsque le soleil est haut. Il s'agit d'un phénomène unique . 

### Sports nautiques et aquatiques
Avec son emplacement privilégié dans la région des Grands Lacs africains, l'Ouganda possède une variété de plans d'eau qui sont des endroits populaires pour le tourisme. Le rafting et le kayak sont des activités populaires sur les rapides du Nil près de Jinja. 
La pêche sportive est une autre activité touristique . Des poissons comme la perche du Nil et le tilapia peuvent être pêchés dans des zones désignées du lac Mburo et des rives du Nil.  
Le lac Bunyonyi offre également des possibilités de faire du canoë. 

### Randonnée et escalade
L'Ouganda offre de nombreuses possibilités pour l'escalade, la randonnée et les treks. Les montagnes de Rwenzori, qui se trouvent à la frontière avec la RDC, comprennent le sommet Margherita (5 109 m), la plus haute chaîne de montagnes d'Afrique et également l'un des plus hauts sommets.  
Le parc national des gorilles de Mgahinga comprend également trois sommets, le mont Gahinga, le mont Sabyinyo et le mont Muhavura, le plus haut sommet du parc national.  
Enfin, le mont Elgon, situé dans l'est de l'Ouganda, est propice à la randonnée et l'escalade, et possède également l'une des plus grandes caldeiras du monde. 